# Walther Jungnickel

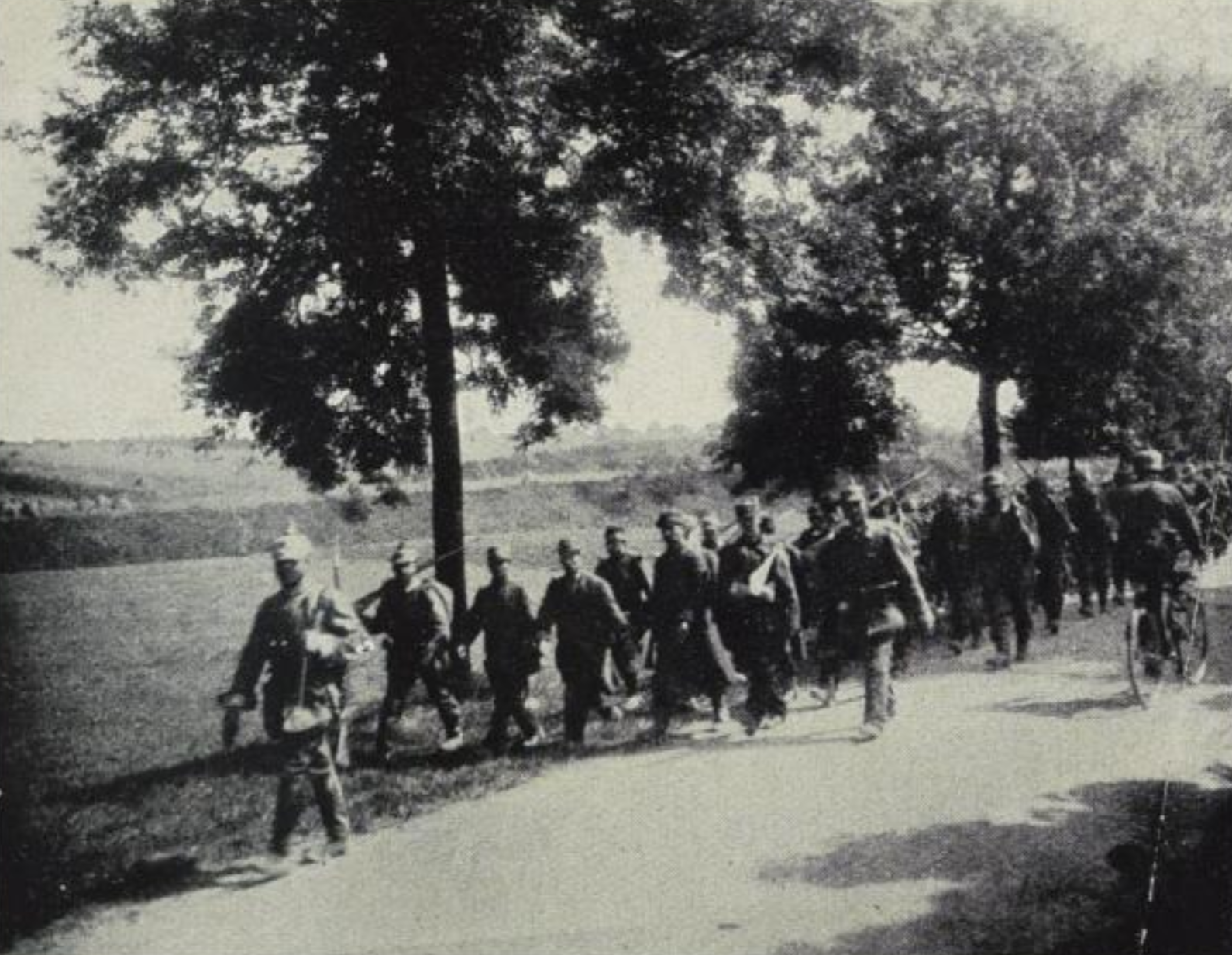
Hauptmann Walther Jungnickel mit seiner Kompanie im August 1914

Gustav Hermann Walther Jungnickel (* 17. Juni 1878 in Chemnitz; † nach 1944) war ein sächsischer Offizier, Funktionär im Kyffhäuserbund und SS-Offizier.

## Leben
Walther Jungnickel war Sohn des charakterisierten Oberst der sächsischen Armee, Frithjof Verrina Jungnickel und besuchte das Königliche Gymnasium zu Dresden-Neustadt. Er schlug nach seinem Abitur eine militärische Karriere ein und wurde am 24. November 1897 zum Fähnrich beim 2. Grenadier-Regiment Nr. 101 „Kaiser Wilhelm, König von Preußen“ der sächsischen Armee ernannt. Am 21. August 1898 avancierte er zum Leutnant und durchlief in den folgenden Jahren eine typische militärische Laufbahn, wobei er u. a. in der 9. Kompanie des Regiments verwendet wurde. Nach Verleihung des preußischen Kronenordens IV. Klasse wurde er in die 2. Kompanie der Unteroffizierschule in Marienberg versetzt. Unter Rückversetzung in sein Stammregiment wurde er am 22. September 1906 zum Oberleutnant befördert. Unter weiterer Beförderung zum Hauptmann am 1. Oktober 1912 erfolgte eine Versetzung in die Unteroffiziervorschule in Marienberg.
Nach Ausbruch des Ersten Weltkrieges rückte Hauptmann Jungnickel mit dem 2. Grenadier-Regiment an die Westfront aus. Als Kompaniechef der 5. Kompanie nahm er im August 1914 zusammen mit der 7. Kompanie des Regiments bei einem Gefecht bei Biermes teil, das zur Eroberung einiger Höhen südlich des Ortes führte. Bis November 1914 wurde ihm das Eiserne Kreuz II. Klasse verliehen. Nachfolgend wurde er mit der Führung des II. Bataillons des Regiments beauftragt, welches im März 1915 an die Champagne verlegt wurde. Er nahm mit seinem Verband noch an der Winterschlacht in der Champagne teil und konnte sich dort auszeichnen, indem er einen Graben in einer Breite von 300 Metern einnehmen konnte. Für diese Verdienste wurde er am 22. März des Jahres mit dem Ritterkreuz des Militär-St.-Heinrichs-Ordens ausgezeichnet. Nachfolgend wurde er mit seinem Bataillon an die Somme verlegt, wo er mit seinem Verband am dortigen Kampfgeschehen teilnahm. Am 10. Oktober 1916 konnte er so einen Angriff im sogenannten „Kulissenwald“ und am 11. Oktober drei französische Angriffe im sogenannten „Ambrosewald“ abwehren. Für diese Verdienste wurde er am 30. Oktober 1916 mit dem Kommandeurkreuz II. Klasse des Militär-St.-Heinrichs-Ordens ausgezeichnet.
Jungnickel wurde nach Kriegsende als Major aus der sächsischen Armee verabschiedet und trat zur Landespolizei über. In dieser Verwendung leitete er die sächsische Volkssportschule Schmorkau und arbeitete unter dem Reichskuratorium für Jugendertüchtigung. Jungnickel trat zum 1. Mai 1933 der NSDAP bei (Mitgliedsnummer 2.457.682), er war 1936 Mitglied der SA, wo er den Rang eines SA-Obersturmführers bekleidete. Im April 1936 wurde Jungnickel vom Bundesführer des Deutschen Reichskriegerbundes zum Führer des Landesverbandes Sachsen des Kyffhäuserbundes ernannt. Nach Umbenennung in den Reichskriegerbund führte er 1939 den Titel eines Gaukriegerführers und Landesgebietsführers Elbe, war SS-Standartenführer (SS-Nummer 289.685) und Major zur Verfügung der Wehrmacht.